# Guorriguer
Guorriguer (em árabe: قوريقر) é uma comuna localizada na província de Tébessa, Argélia. Sua população estimada em 2008 era de 5 415 habitantes.